# 소페

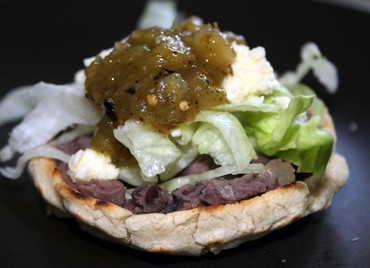
살사 베르데를 바른 소페

소페는 튀긴 마사를 기반으로 토핑들을 포함하는 멕시코 전통 요리다. 피카디타(picadita)로도 알려진 소페는 멕시코 중부와 남부에서 기원하는데 처음에는 종종 펠리스카다스(pellizcadas)로도 알려졌었다. 안토히토 중 하나다.